# Radański
Radański (Pogonia Odmienna I) – polski herb szlachecki z nobilitacji, odmiana herbu Pogonia.

## Opis herbu
Opis zgodnie z klasycznymi regułami blazonowania:
W polu czerwonym ramię zbrojne srebrne z mieczem o takimż ostrzu i rękojeści złotej, wyłaniające się zza obłoku błękitnego.
klejnot - ramię zbrojne z mieczem, jak w godle.
Labry czerwone, podbite srebrem.

## Najwcześniejsze wzmianki
Nobilitacja Władysława Radańskiego z 10 marca 1515.

## Herbowni
Radański.